# Боґушево (гміна Монькі)
Боґушево (пол. Boguszewo) — село в Польщі, у гміні Моньки Монецького повіту Підляського воєводства.
Населення — 295 осіб (2011).
У 1975-1998 роках село належало до Білостоцького воєводства.

## Демографія
Демографічна структура станом на 31 березня 2011 року:
|          | Загалом | Допрацездатний вік | Працездатний вік | Постпрацездатний вік |
| -------- | ------- | ------------------ | ---------------- | -------------------- |
| Чоловіки | 155     | 35                 | 104              | 16                   |
| Жінки    | 140     | 25                 | 82               | 33                   |
| Разом    | 295     | 60                 | 186              | 49                   |